# Hoga dal på Tjörn
Hoga dal på Tjörn är en oljemålning från 1897 av den svenske landskapsmålaren Karl Nordström. Målningen tillhör Nationalmuseum i Stockholm. 
Kraftiga moln tornar upp sig över landskapet och lägger en djup skugga över Hoga dal, platsen på Tjörn i Bohuslän där Nordström växte upp. Nordström hade ett par år tidigare flyttat till Stockholm från Varberg där han hade ingått i Varbergsskolan. Men han återkom ständigt till Västkusten och hans hemtrakter. I denna stämningsfulla målning visar Nordström med stora, svepande färgytor influenser från Paul Gauguin och syntetismen. Målningen syftar inte till att på ett naturalistiskt sätt återge ett stycke natur, utan snarare till att skapa symboliskt förtätade och känslomässigt laddade bilder. Nordströms stämningsfulla motiv var en del av lanseringen av ett nationellt måleri. Drivande var Konstnärsförbundet, där Nordström var ordförande 1896–1920. I sitt måleri tog gruppen avstånd från Konstakademiens klassicism och undervisningsmetoder.